# Hali-Horbatkî, Kobeleakî
Hali-Horbatkî (în ucraineană Галі-Горбатки) este un sat în comuna Kunivka din raionul Kobeleakî, regiunea Poltava, Ucraina.

## Demografie
Componența lingvistică a localității Hali-Horbatkî
     Ucraineană (92,71%)
     Rusă (6,25%)
Conform recensământului din 2001, majoritatea populației localității Hali-Horbatkî era vorbitoare de ucraineană (92,71%), existând în minoritate și vorbitori de rusă (6,25%).